# Alphabet romani standard
L’alphabet romani standard est un système orthographique pour l’écriture du romani utilisant l’alphabet latin proposée dans les années 1980 et 1990 par Marcel Courthiade et adopté par l'Union romani internationale (URI) en 1990, au 4e congrès mondiale romani de Varsovie. Cependant, cette orthographe est loin d’être adoptée par tous les écrivains en romani.
Cette orthographe dite « méta-phonologique » est censée « permettre aux variations dialectales d’être traitées au niveau phonologique et morpho-phonologique ».
Courthiade a obtenu le soutien de la Commission européenne, qui a financé un groupe d’action et de recherche sur la linguistique romani en 1992.
Cet orthographe est utilisé par l’URI, certains manuels linguistiques comme ceux de Gheorghe Sarău, des ouvrages pour enfants d’Eric Hill traduits en romani et quelques autres publications comme le journal polonais Informaciaqo lil.
Selon Ronald Lee, bien que cet orthographe soit utile d’un point de vue linguistique, l’adoption de cet orthographe est freinée par le manque d’agencement de clavier permettant d’obtenir les caractères spéciaux de taper ej ‹ ʒ › et thêta ‹ θ › et de la police d’écriture pour les affichant correctement.

## Graphèmes
- Lettres : a b c ć ćh ç d e ë f g h i j k kh l m n o p ph r rr s ś t th u v w x z ź ʒ q θ
- Pré-iotisation : ǎ ě ǐ ǒ ǔ
- Intonation (lorsqu’elle n’est pas sur la dernière syllabe) : à è ì ò ù
- Centralisation (dans certains dialectes) : ä ë ö ü

Certains auteurs utilisent aussi la lettre w pour représenter la consonne fricative labio-dentale voisée [v] ou la lettre ɵ pour distinguer la fin de verbe au présent ou au passé de la première personne du singulier, par exemple ‹ sɵm ›, « je suis » pour sim, sem, som, etc. ou ‹ dikhlɵm › pour dikhlem, dikhlom, dikhlum, etc..